# Philipp II. (Nassau-Weilburg)

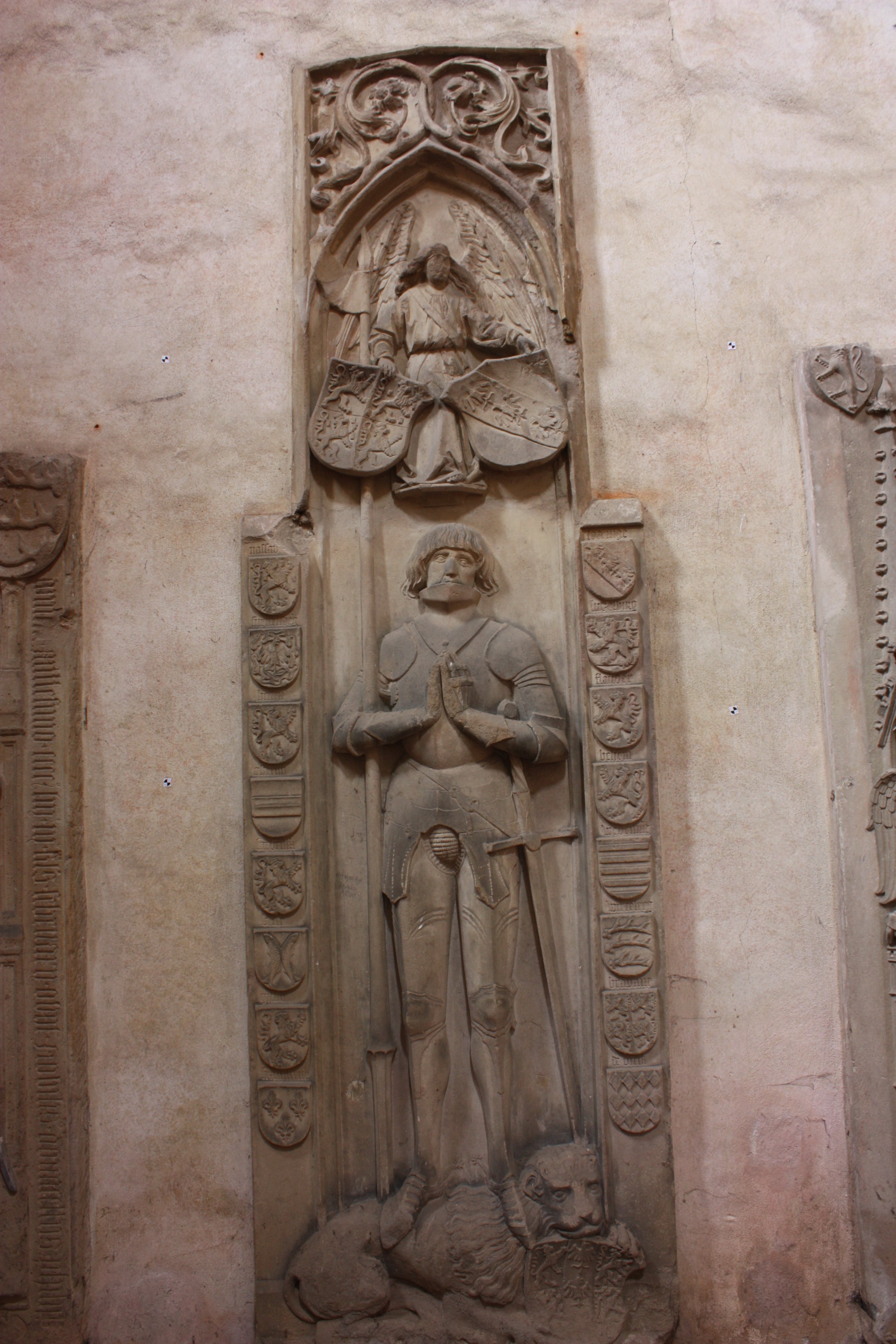
Grabmal Philipps im Kloster Eberbach

Philipp II. von Nassau-Weilburg (* 12. März 1418; † 10. März 1492 in Mainz) war von 1442 bis 1492 Graf von Nassau-Weilburg.

## Familie
Er war der älteste Sohn von Graf Philipp I. von Nassau-Saarbrücken-Weilburg und Elisabeth von Lothringen-Vaudemont. Er selbst heiratete 1440 Margarethe von Loon-Heinsberg (1426–1446). Mit dieser hatte er zwei Kinder. Darunter war der Sohn Johann (1441–1480). Nach einer sehr langen Zeit als Witwer heiratete er 1477 in zweiter Ehe Veronika von Sayn-Wittgenstein († 1511), Tochter von Graf Georg von Sayn-Wittgenstein († 1472). Mit ihr hatte er keine Kinder.

## Leben
Er verlor schon früh seinen Vater. Die Mutter übernahm für ihn und seinen Bruder Johann zunächst die Regentschaft. Sie konnte nicht ohne Mühe das Erbe bewahren. Nach der Mündigkeit Philipps 1438 schloss die Mutter mit ihren Söhnen einen Vertrag über ihre zukünftige standesgemäße Lebensweise.
Bis zur Mündigkeit des jüngsten Sohns Johann 1442 behielt sie die Landesverwaltung inne. Danach schlossen die Brüder einen Teilungsvertrag. Philipp erhielt die rechtsrheinischen Besitzungen von Nassau-Weilburg und Johann erhielt die Grafschaft Saarbrücken. Kirchheim und die Herrschaften auf dem Gaue und vor dem Donnersberg verblieben im Besitz beider Brüder. Damit entstanden die Linien Nassau-Weilburg und Nassau-Saarbrücken.  
Philipp nahm 1450 an dem vergeblichen Versuch mehrerer Adeliger und des Domkapitels teil, den Erzbischof Jakob von Trier abzusetzen. Philipp half seinem Bruder bei dessen Streitigkeiten mit Pfalz-Zweibrücken. Er trug 1452 dazu bei, dass dieser Konflikt beigelegt werden konnte. Im selben Jahr konnte ein Streit mit Landgraf Ludwig II. von Hessen beigelegt werden. Im Jahr 1455 traten beide Brüder dann in ein Schutz- und Trutzbündnis mit Pfalz-Zweibrücken. Der Vertrag hielt indes nur fünf Jahre. Mit seinem Bruder einigte er sich über den Besitz der Herrschaft Löwenburg um Bad Honnef; durch ihre Ehefrauen aus dem Haus Loon-Heinsberg hatten beide Anspruch darauf erhoben. Letztlich erhielt Philipp die Hälfte dieser Herrschaft. 
In der Folge kam es wieder zum Streit der Brüder mit Ludwig von Pfalz-Zweibrücken. Dabei ging es um Teile des Besitzes über die Herrschaft auf dem Gaue. Nach Drohungen der Nassauer überfiel der Pfalzgraf 1461 Philipp in Kirchheim und nahm ihn gefangen. Ein Befreiungsversuch seines Bruders scheiterte. Markgraf Karl von Baden vermittelte ein Ende des Streits. Auch unterstützte Philipp in der Mainzer Bischofsfehde seinen Verwandten Adolf von Nassau. Als Rat des Kurfürsten Friedrich des Siegreichen von der Pfalz war er an dessen Kämpfen beteiligt. 
Nach dem Tod seines Bruders übernahm Philipp zusammen mit dem Grafen Eberhard von Württemberg die Obervormundschaft über dessen Kinder. Ihm gelang es, die aufgelaufenen Schulden seines Bruders zu tilgen. Die Vormundschaft übte er bis 1490 aus. 
Im Jahr 1470 übertrug er seinem Sohn Johann die Mitherrschaft. Die Einkünfte wurden zur Hälfte geteilt. Dessen Tod 1480 zwang ihn erneut zur Übernahme der gesamten Regierung. Auch übernahm er die Vormundschaft über seinen Enkel Ludwig, dem er 1490 die Herrschaft übergab. Danach zog er sich nach Mainz zurück und übernahm ein angesehenes Amt im Dienst des Erzbischofs. 
Begraben ist er in der Klosterkirche in Eberbach. Dort erinnert ein Grabmal mit seinem Bild an ihn.